# Teófilo Calle

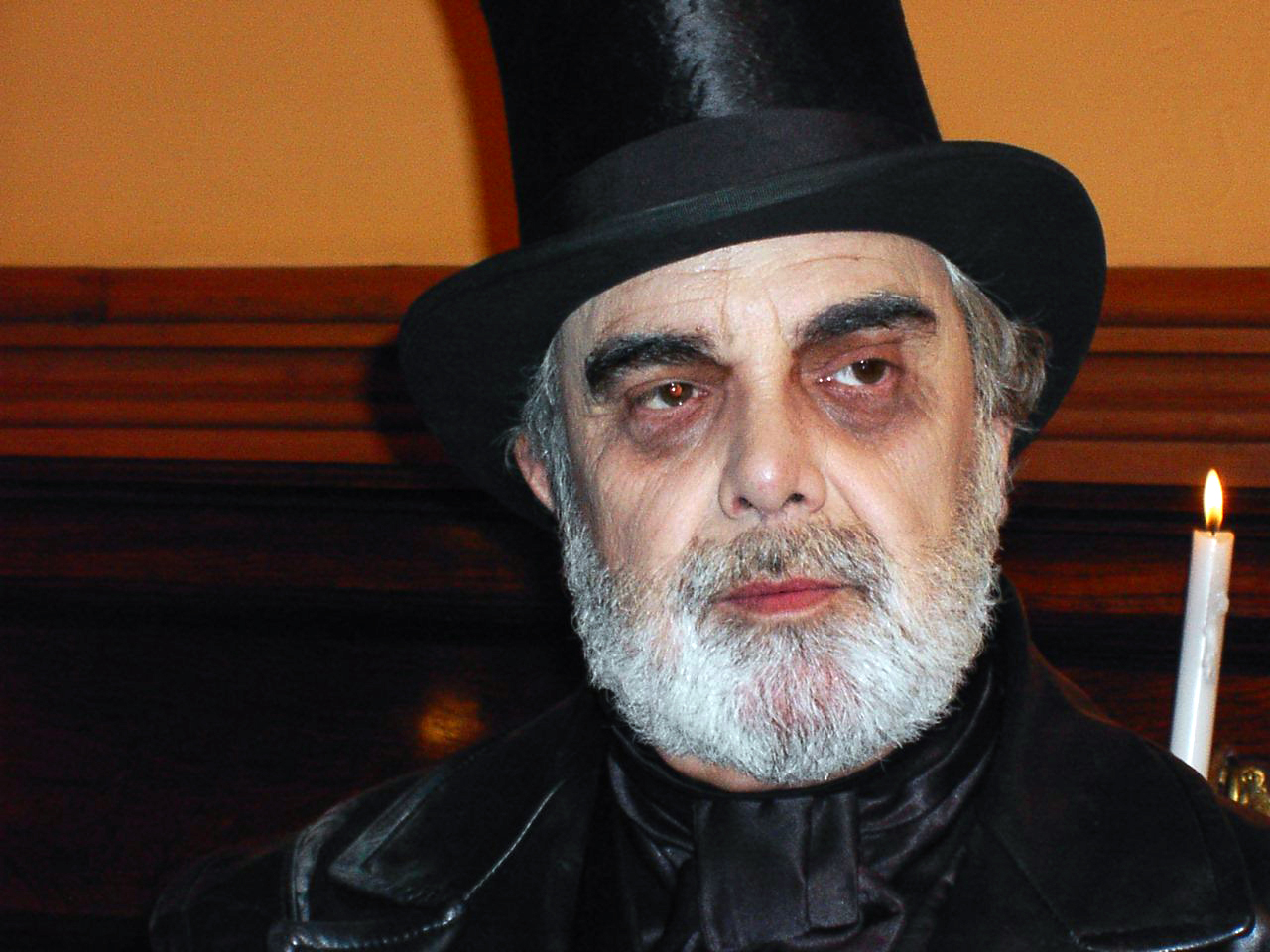
El actor Teófilo Calle en Don Juan Tenorio

Teófilo Calle Massa (Casas de Benítez, Cuenca, 1937 - Córdoba, 13 de febrero del 2005) fue un actor y dramaturgo español.

## Trayectoria
Estudió interpretación en la RESAD. Inició su carrera artística en 1955, en los escenarios del Teatro María Guerrero de Madrid. A pesar de ser primer actor en espectáculos de revistas como Postales de España, La blanca doble y Cuando salió el Blanco y Negro, durante casi toda su carrera posterior le fueron asignados fundamentalmente papeles de reparto. Su trayectoria se desarrolló principalmente sobre los escenarios y en su última época como dramaturgo. 
Trabajó en la Compañía Aula de Cultura y en la Compañía de Teatro Popular; hizo una interpretación memorable, llena de humanísimo patetismo, del Padre en El tragaluz de Antonio Buero Vallejo; debutó en el cine en 1969, con la comedia Soltera y madre en la vida, protagonizada por Lina Morgan. Su carrera en la gran pantalla no fue especialmente prolífica, pues los títulos en los que intervino no alcanzan la quincena, destacando Vente a Alemania, Pepe (1971), Dragón Rapide (1986), Matar al Nani (1988) y Los años bárbaros (1998).
A lo largo de más de 30 años intervino en diversas series y espacios dramáticos en televisión, pudiendo mencionarse sus papeles fijos en las series Juntas pero no revueltas (1995-1996) y Más que amigos (1997-1998). También se dedicó al doblaje, destacando como la voz de El abuelo (Al Lewis) en la serie de televisión  La Familia Monster.
Mientras representaba La guerra de nuestros antepasados en Segovia sufrió un infarto de corazón, por lo que decidió retirarse de la interpretación y consagrarse solo a su faceta de creador teatral, como de hecho ya venía haciendo desde 1972. Su ópera prima fue la ya citada Réquiem por un imbécil, que estrenó en el Teatro-Club Pueblo. También compuso dos guiones que se emitieron en Radio Nacional de España (véase bibliografía) y desde entonces su trabajo fue ininterrumpido. Pueden destacarse sus obras Réquiem por un imbécil, Cometas, El beso frío de los muertos, El tiempo perdido, La inconclusa o El precio de la razón. La mitad de estas piezas, aunque publicadas, nunca fueron representadas sobre los escenarios. Fijó su residencia en la ciudad de Jerez de la Frontera. Murió en Córdoba en 2005.

## Trayectoria en Teatro (parcial)

### Como actor
- El tragaluz (1997), de Antonio Buero Vallejo.
- La camisa (1995), de Lauro Olmo.
- Las trampas del azar (1994), de Antonio Buero Vallejo.
- La muralla (1993), de Joaquín Calvo Sotelo.
- Eloísa está debajo de un almendro (1991), de Enrique Jardiel Poncela.
- A media luz los tres (1988), de Miguel Mihura.
- Farsa y licencia de la Reina Castiza (1986), de Valle-Inclán.
- La tetera (1984), de Miguel Mihura.
- Calígula (1982), de Albert Camus.
- La fierecilla domada (1975), de William Shakespeare.
- El cargo (y sus consecuencias) (1973), de Alfonso Paso.
- El amor propio (1972), de Mario Camoletti.
- Tú y yo somos tres (1972), de Enrique Jardiel Poncela.
- Como buenos hermanos (1957), de Lillian Hellman.
- Los pobrecitos (1957), de Alfonso Paso.
- La reina muerta (1957), de Henry de Montherlant.
- Hoy es fiesta (1956), de Antonio Buero Vallejo.
- Don Juan Tenorio, de José Zorrilla.
- La guerra de nuestros antepasados, de Miguel Delibes.

### Como autor
- Réquiem por un imbécil
- Operación matrimonio, guion radiofónico, 1974.
- Ajedrez para tres, guion radiofónico, 1974.
- Solo para mujeres, Teatro Eslava, 1981.
- El arco iris, Teatro Carlos III, 1986.
- Las Cometas, Teatro Espronceda, 1987, premio de la JCCM de 1985.
- El beso frío de los muertos
- El tiempo perdido
- La inconclusa, 1986.
- Un  gobernador para la gloria, 1989.
- El café de la Ópera, 1992.
- Después de Segismundo, 1995.
- El precio de la razón, 1998.